# Armando Bertagni
Armando Bertagni (Spilamberto, 4 maggio 1907 – Livorno, 6 settembre 1957) è stato un calciatore italiano, di ruolo difensore.

## Statistiche

### Presenze e reti nei club
| Stagione       | Club           | Campionato | Campionato | Campionato |
| Stagione       | Club           | Comp       | Pres       | Reti       |
| -------------- | -------------- | ---------- | ---------- | ---------- |
| 1932-33        | Lazio          | A          | 30         | 0          |
| 1933-34        | Lazio          | A          | 33         | 0          |
| 1934-35        | Lazio          | A          | 23         | 0          |
| 1935-36        | Livorno        | B          | 32         | 0          |
| 1936-37        | Livorno        | B          | 20         | 0          |
| 1937-38        | Livorno        | A          | 12         | 0          |
| Totale Serie A | Totale Serie A |            | 98         | 0          |

## Palmarès

### Club

#### Competizioni nazionali
- Serie B: 1

Livorno: 1936-1937